# Archidendron ellipticum
Archidendron ellipticum är en ärtväxtart som först beskrevs av Francisco Manuel Blanco, och fick sitt nu gällande namn av Ivan Christian Nielsen. Archidendron ellipticum ingår i släktet Archidendron och familjen ärtväxter. IUCN kategoriserar arten globalt som livskraftig.

## Underarter
Arten delas in i följande underarter:
- A. e. cordifoliolatum
- A. e. ellipticum